# Szabó Dezső (történész)
Szabó Dezső (Makó, 1882. december 3. – Debrecen, 1966. október 4.) magyar történész, egyetemi tanár, a Magyar Tudományos Akadémia levelező tagja (1931–1949), a történelemtudományok kandidátusa (1952). Fia, Szabó Dezső (1912–1992) közlekedésmérnök.

## Életpályája
1895–1900 között a makói József Attila Gimnázium hallgatója volt. 1904-ben doktori, 1905-ben tanári oklevelet szerzett történelemből és latinból a Budapesti egyetemen. Előbb a budapesti X. kerületi főreáliskola, majd az 1904-1905. tanévben Tanárképző Intézet gyakorló főgimnáziumának tanára lett. 1904. január 3-tól 1911-ig tanított a budapesti Kereskedelmi Akadémián. 1906-ban a budapesti V. kerületi állami főreáliskola helyettes, 1907-ben rendes tanárává, 1924-től a Debreceni Egyetemre nevezték ki. 1924–1927 között, valamint 1942–1943 között a bölcsészet-, nyelv- és történelemtudományi kar dékánja volt. 1959-ben nyugdíjba vonult. 1989. május 9-én a Magyar Tudományos Akadémia posztumusz tagja lett. Hamvait a család 1996-ban Debrecenből a makói temetőbe helyezte át.
Kutatási területe a középkori és kora újkori, elsősorban Mohács előtti magyar politika-, közigazgatás- és kormányzattörténet, a Mária Terézia-kori úrbérrendezés története. Feldolgozta a XVI. századi magyarországi országgyűlések történetét.

## Művei
- A magyar országgyűlések története 1519-1524. (Makó, 1904)
- Magyar országgyűlések (1505-1508). Századok, 1908.
- A magyar országgyűlések története II. Lajos korában (Budapest, 1909) REAL-EOD
- Az állandó hadsereg becikkelyezésének története III. Károly korában (Budapest, 1911)
- Küzdelmeink a nemzeti királyságért 1505–1526 (Budapest, 1917)
- Mária Terézia és a parasztok (Klebelsberg-Emlékkönyv, 1925)
- A herceg Festetics család története. Budapest, 1928. 199. o. Online. Erdészeti Digitális Könyvtár repozitórium.
- A magyarországi úrbérrendezés története Mária Terézia korában (Budapest, 1933)
- A megyék ellenállása Mária Terézia úrbéri rendeletével szemben (Budapest, 1934) REAL-EOD